# Higurashi When They Cry
Higurashi When They Cry (ひぐらしのなく頃に Higurashi no Naku Koro ni?, "När cikadorna spelar/gråter") är en episodisk japansk visuell roman baserad på NScripter-motorn och är producerad av 07th Expansion. Serien handlar om en grupp unga vänner och de konstiga händelserna som pågår i byn de bor i. Den första delen i serien, Onikakushi-hen, släpptes den 20 augusti 2002 och det åttonde och sista spelet i den ursprungliga PC-serien, Matsuribayashi-hen, släpptes den 13 augusti 2006. Förutom originalserien så har ytterligare delar i serien skapats i form av TV-spel, manga och anime för att utvidga storyn.

## Handling
Sommaren 1983 flyttar Keiichi Maebara till byn Hinamizawa på den japanska landsbygden. Han blir snabbt vän med sina klasskompisar Rena, Mion, Rika och Satoko, och blir accepterad som en fullfjädrad medlem av deras aktivitetsklubb. Keiichi och gänget gör alla sorters aktiviteter för att fördriva tiden så som kort, brädspel och kurragömma. Men just när Keiichi börjar gilla sitt nya lantbygdsliv, börjar byns mörka hemligheter att nystas upp. När Keiichi gräver sig djupare och djupare ner i mysteriet får han reda på att hans nya vänner inte alls är de som de har utgett sig för att vara.

## Karaktärer

### Keiichi Maebara
Keiichi Maebara är huvudperson i de första 3 Higurashi Arcs, Onikakushi-hen, Watanagashi-hen, och Tatarigoroshi-hen. Han är son till en berömd konstnär, Maebara Ichiro, och har nyligen flyttat till Hinamizawa efter en rad olyckliga och hemska händelser i hans hemstad. Hans karismatiska, livliga attityd och hans begåvade tunga tillåter honom att snabbt passa in i staden och få nya vänner, och även vinna i vissa klubbaktiviteter. I den första Arcen får paranoia honom att mörda sina vänner och andra, men i den andra Arcen och vinner han inre styrka och tro på sina vänner, tillräckligt för att ändra det öde Hinamizawa förutbestämts, ibland genom att minnas händelserna under Onikakushi-hen. När han är i behov av ett vapen, svingar han Satoshi gamla basebollträ. Keiichi slutar ofta upp som offer för skämten i klubbens verksamhet, som flickorna vill ta med honom på. Han är tvingas ofta bära pinsamma kostymer när han förlorar som straff. Keiichi är mest sannolikt mellan 14 och 16 år gammal. 
Keiichi och hans familj bor i ett stort hus på mark som de köpt från Sonozaki-familjen. Därför har många av hans vänner trott att de måste vara ganska rika. Men egentligen tillhör de bara medelklassen. Huset byggdes stort så att det även skulle kunna innehålla faderns konstgalleri och möjliggöra för kunder att besöka hans galleri.

## Adaptioner
Higurashi When They Cry har blivit adapterad till flera olika medier: En anime, When They Cry (ひぐらしのなく頃に Higurashi no Naku Koro ni?), drama-CD:er, manga, light novels, romaner och spelfilmer.